# 충무고등학교
충무고등학교(忠武高等學校)는 대한민국 경상남도 통영시 북신동에 있는 공립 고등학교이다.

## 학교 연혁
- 1984년 12월 29일 : 충무고등학교 설립 인가 (15학급)
- 1985년 3월 5일 : 개교식 (5학급 남 3. 여 2)
- 1985년 9월 23일 : 현 신축교사로 이전 (개교기념일)
- 2016년 4월 1일 : 사교육 절감 지원 사업 운영학교 선정
- 2021년 3월 2일 : 23학급(특수 2)
- 2023년 2월 11일 : 제36회 졸업 172명(누적 10,734명)
- 2023년 3월 2일 : 2023학년도 입학식(8학급 179명)
- 2023년 9월 1일 : 제17대 최창식 교장 취임

## 참고 자료
- 충무고등학교 - 한국교육학술정보원 학교알리미